# Phyllospongia papyracea
Phyllospongia papyracea är en svampdjursart som först beskrevs av Eugen Johann Christoph Esper 1794.  Phyllospongia papyracea ingår i släktet Phyllospongia och familjen Thorectidae. Inga underarter finns listade i Catalogue of Life.